# Antennatus nummifer
Antennatus nummifer is een straalvinnige vissensoort uit de familie van de voelsprietvissen (Antennariidae). De wetenschappelijke naam van de soort is voor het eerst geldig gepubliceerd in 1817 door Cuvier.